# Everett (Massachusetts)
Everett is een stad in Middlesex County, Massachusetts, Verenigde Staten, in de omgeving van Boston. Het inwonertal was 38.037 in 2000.
De stad maakte vroeger deel uit van Charlestown, later van Malden, en werd destijds vernoemd naar Edward Everett, een politicus en leraar.

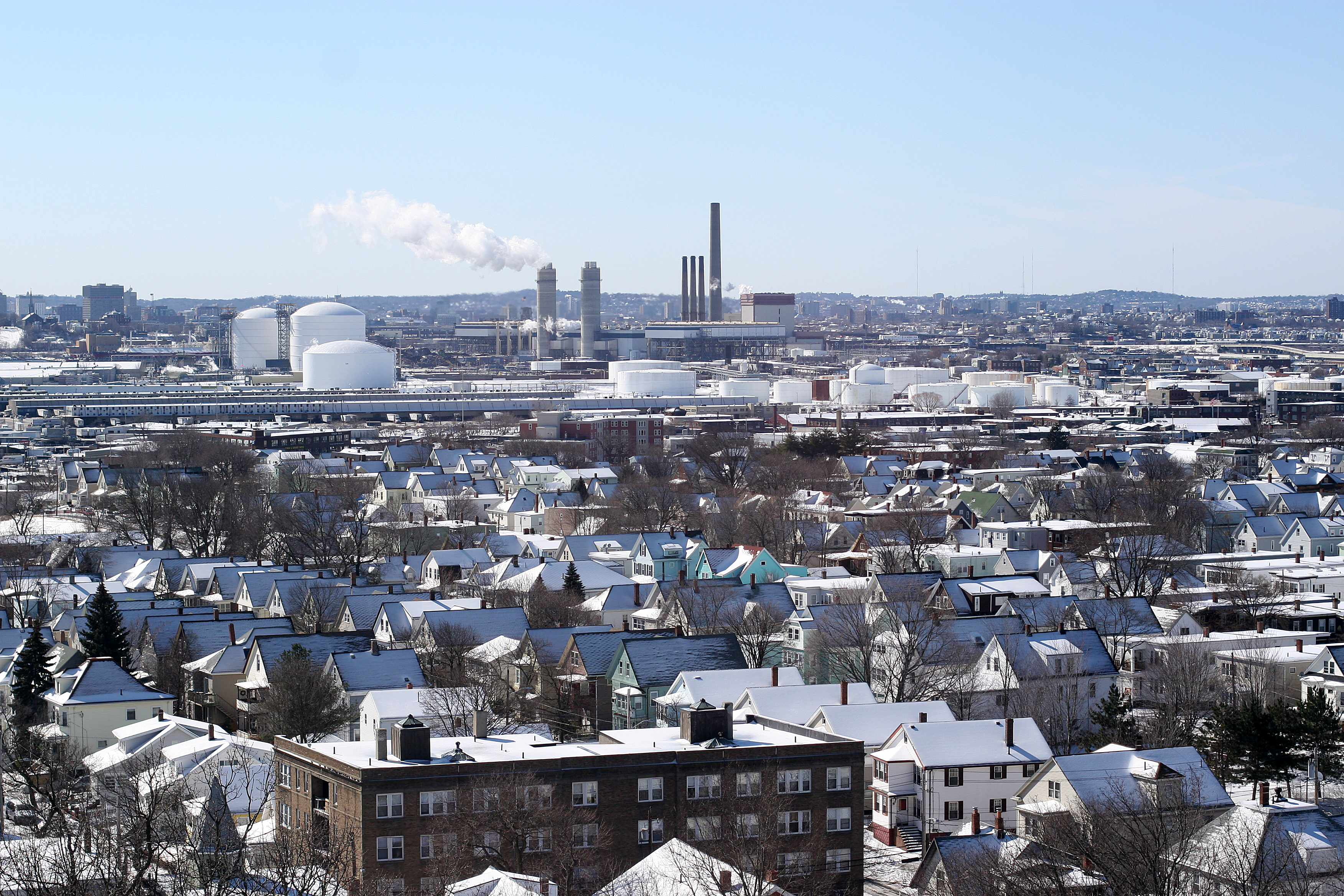
Everett, februari 2007

## Geboren
- Vannevar Bush (1890-1974), ingenieur en wetenschapsbeheerder
- Paul L. Smith (1936-2012), acteur
- Ellen Pompeo (1969), actrice